# Jezioro Lubosińskie Małe
Jezioro Lubosińskie Małe – jezioro w Polsce, położone w województwie wielkopolskim, w powiecie szamotulskim, w gminie Pniewy. W wielu publikacjach traktowane razem z położonym na północ Jeziorem Lubosińskim Dużym jako Jezioro Lubosińskie.

## Położenie i opis
Jezioro Lubosińskie Małe położone jest w południowej części powiatu szamotulskiego, w mezoregionie Pojezierze Poznańskie. Jezioro otoczone jest gruntami rolnymi. Linia brzegowa jest regularna, brzegi porośnięte wąskim pasem drzew, przy czym brzeg południowo-zachodni podmokły. Dno akwenu jest nie jest zróżnicowane, charakteryzuje się łagodnym opadaniem z jednym wyraźnym głęboczkiem. Nad jeziorem położona jest wieś Lubosina, a nad jego wschodnią częścią wieś Przystanki. Przez jezioro przepływa z północy na południe Kanał Lubosiński.

## Morfometria
Według danych Instytutu Rybactwa Śródlądowego powierzchnia zwierciadła wody jeziora wynosi 23,8 ha. Średnia głębokość zbiornika wodnego to 2,6 m, a maksymalna – 3,7 m. Lustro wody znajduje się na wysokości 93,9 m n.p.m. Objętość jeziora wynosi 627,3 tys. m³. Natomiast A. Choiński określił poprzez planimetrowanie na mapach 1:50 000 wielkość jeziora na 23,5 ha.
Według Atlasu jezior Polski (red. J. Jańczak, 1996), który jeziora Lubosińskie Duże i Małe traktuje jak jeden akwen, jego wielkość wynosi 93,9 ha, średnia głębokość to 2,8 m, a maksymalna – 6,5 m. Objętość jeziora wynosi 2099,6 tys. m³. Maksymalna długość jeziora to 2045 m, a szerokość 520 m. Długość linii brzegowej wynosi 6425 m.

## Zagospodarowanie
Administratorem wód jeziora jest Regionalny Zarząd Gospodarki Wodnej w Poznaniu (Zarząd Zlewni Poznań, Nadzór Wodny Szamotuły). Utworzył on obwód rybacki, który obejmuje między innymi wody jezior Bytyńskiego, Buszewskiego, Lubosińskiego Dużego wraz z wodami Kanału Lubosińskiego od miejsca jego wypływu z Jeziora Buszewskiego do ujścia do rzeki Sama (Obwód rybacki Jeziora Bytyńskie na Kanale Lubosińskim – Nr 1). Gospodarkę rybacką na jeziorze prowadzi Gospodarstwo Rybackie Lutom. Ze względu na typologię rybacką jest to zbiornik typu linowo-szczupakowego.

## Czystość i ochrona środowiska
W oparciu o badania przeprowadzone w 2000 roku wody jeziora określono jako poza klasowe (n.o.n.). Jezioro ma bardzo słabe cechy naturalne wpływające na odporność przed degradacją, należą do nich niska głębokość średnia, brak stratyfikacji wód, stosunkowo długa linia brzegowa w porównaniu do niewielkiej objętości jeziora. W 2000 roku akwen był bardzo zanieczyszczony, wszystkie wskaźniki fizyko-chemiczne okazały się poza klasowe. Znaczne ilości fitoplanktonu i jego niewielka różnorodność gatunkowa, a także zakwity w okresie letnim sinic, świadczą o tym, że jest to jezioro typu politroficznego.
Jezioro nie jest objęte żadną formą ochrony przyrody.